# Aphyllodium
Aphyllodium é um género botânico pertencente à família Fabaceae.